# Zou Zhenxian
Zou Zhenxian, född 10 november 1955, är en friidrottare från Kina. Han deltog vid olympiska sommarspelen 1984.